# Вельонткі-Фольварк
Вельонткі-Фольварк (пол. Wielątki-Folwark) — село в Польщі, у гміні Жонсьник Вишковського повіту Мазовецького воєводства.
Населення — 298 осіб (2011).
У 1975-1998 роках село належало до Остроленцького воєводства.

## Демографія
Демографічна структура станом на 31 березня 2011 року:
|          | Загалом | Допрацездатний вік | Працездатний вік | Постпрацездатний вік |
| -------- | ------- | ------------------ | ---------------- | -------------------- |
| Чоловіки | 144     | 39                 | 95               | 10                   |
| Жінки    | 154     | 38                 | 89               | 27                   |
| Разом    | 298     | 77                 | 184              | 37                   |